# Kukeri

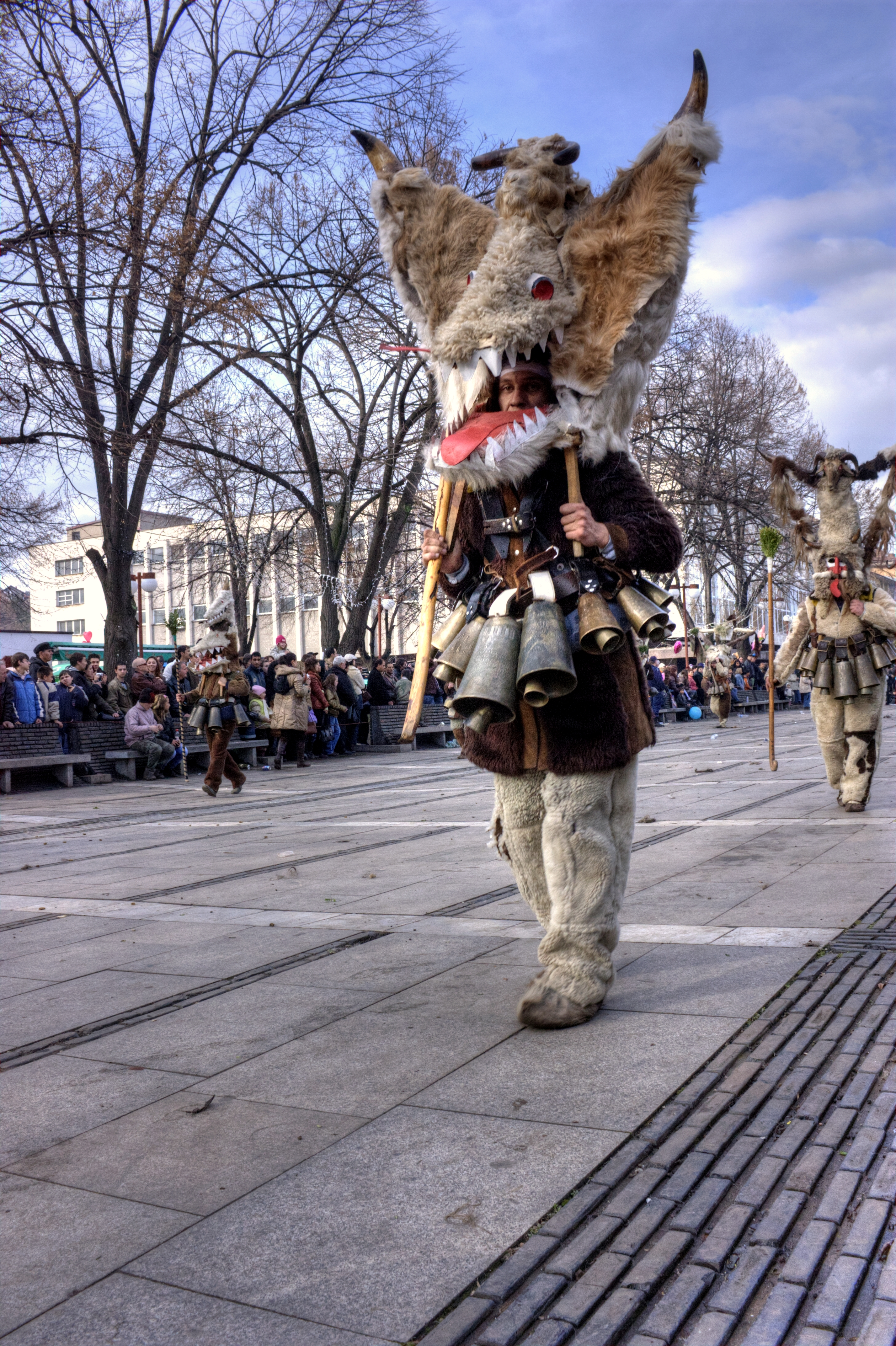
Un kuker en Pernik

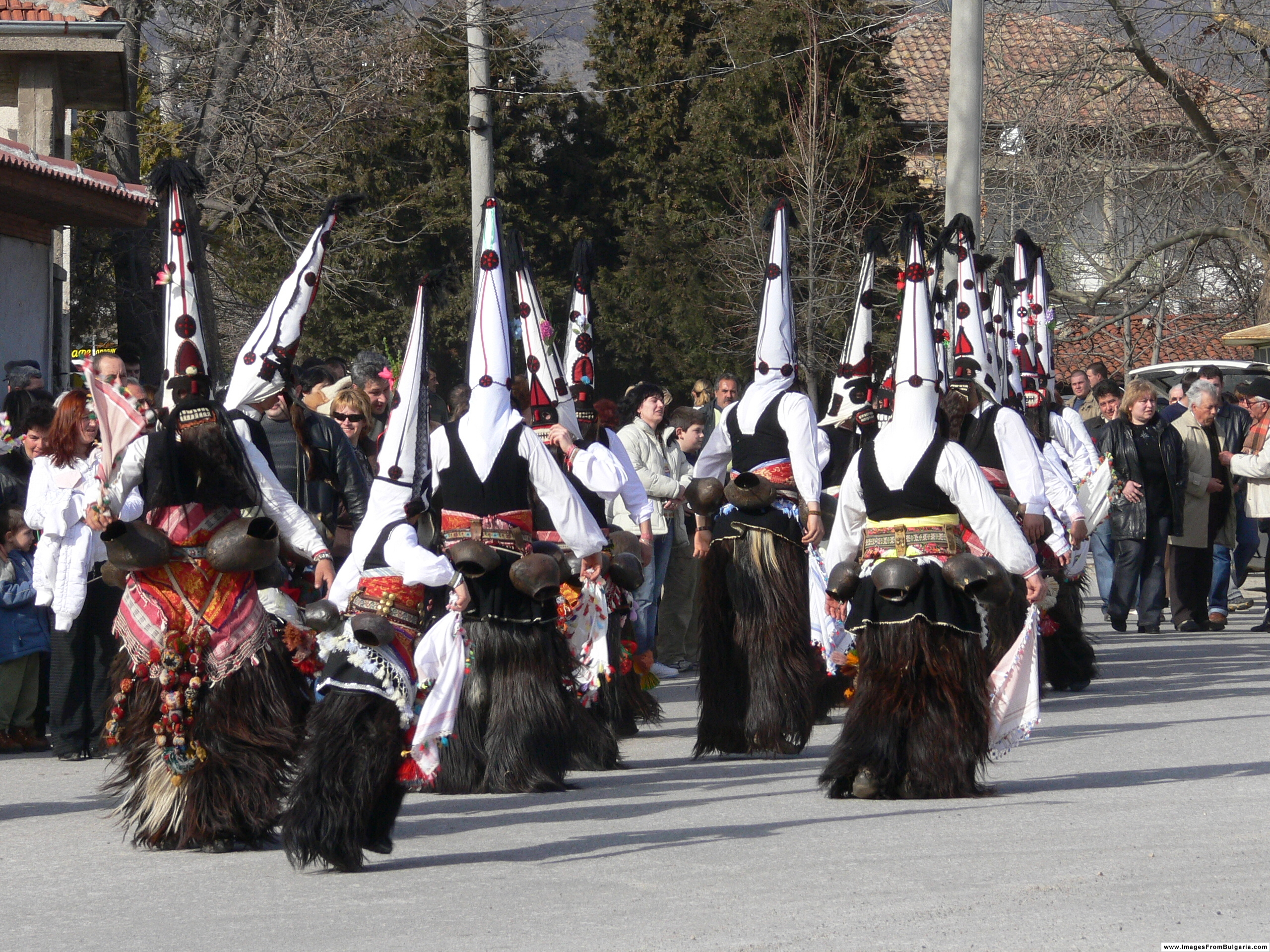
Kukeri de la región de Karlovo

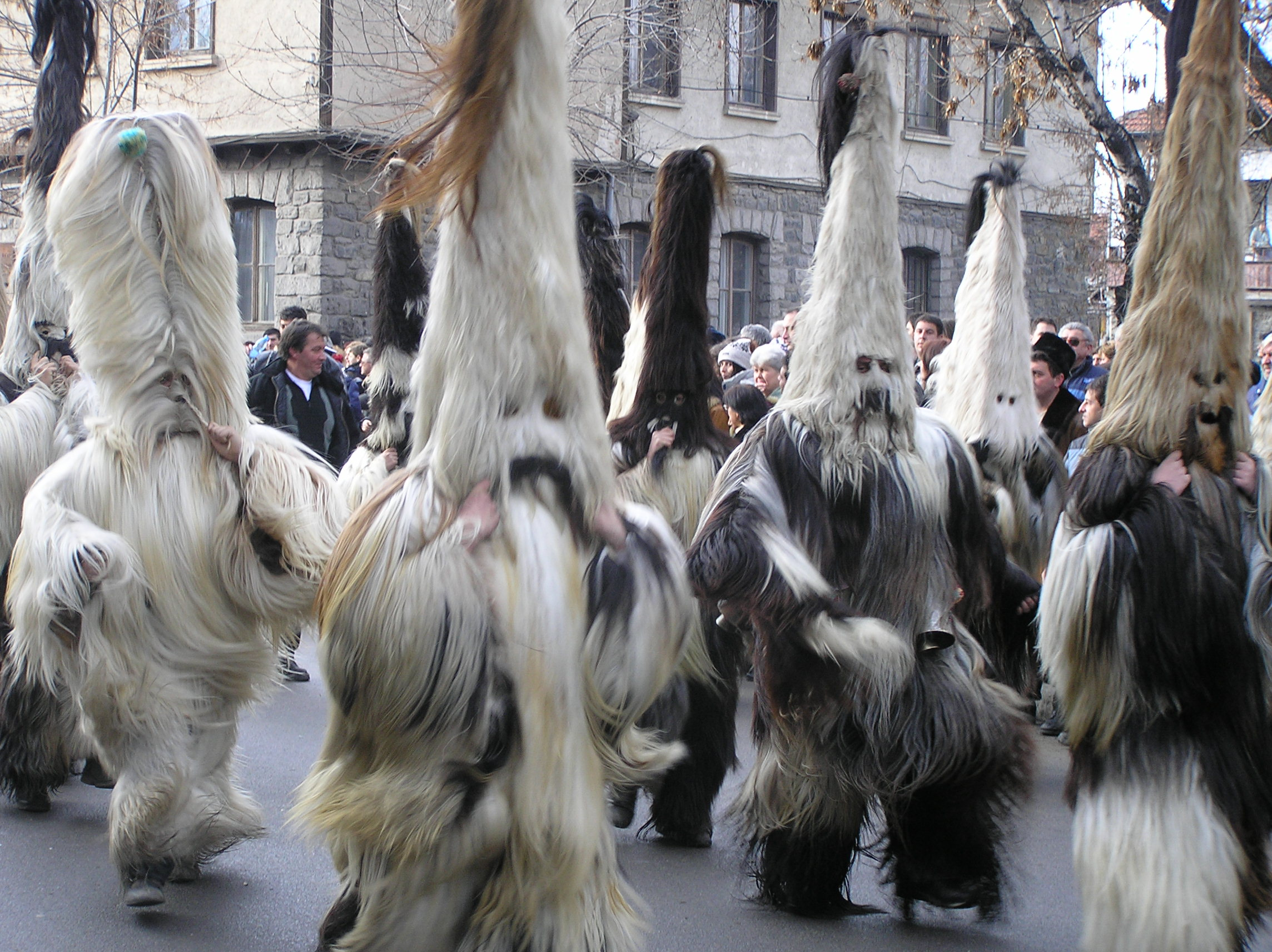
Kukeri en Razlog

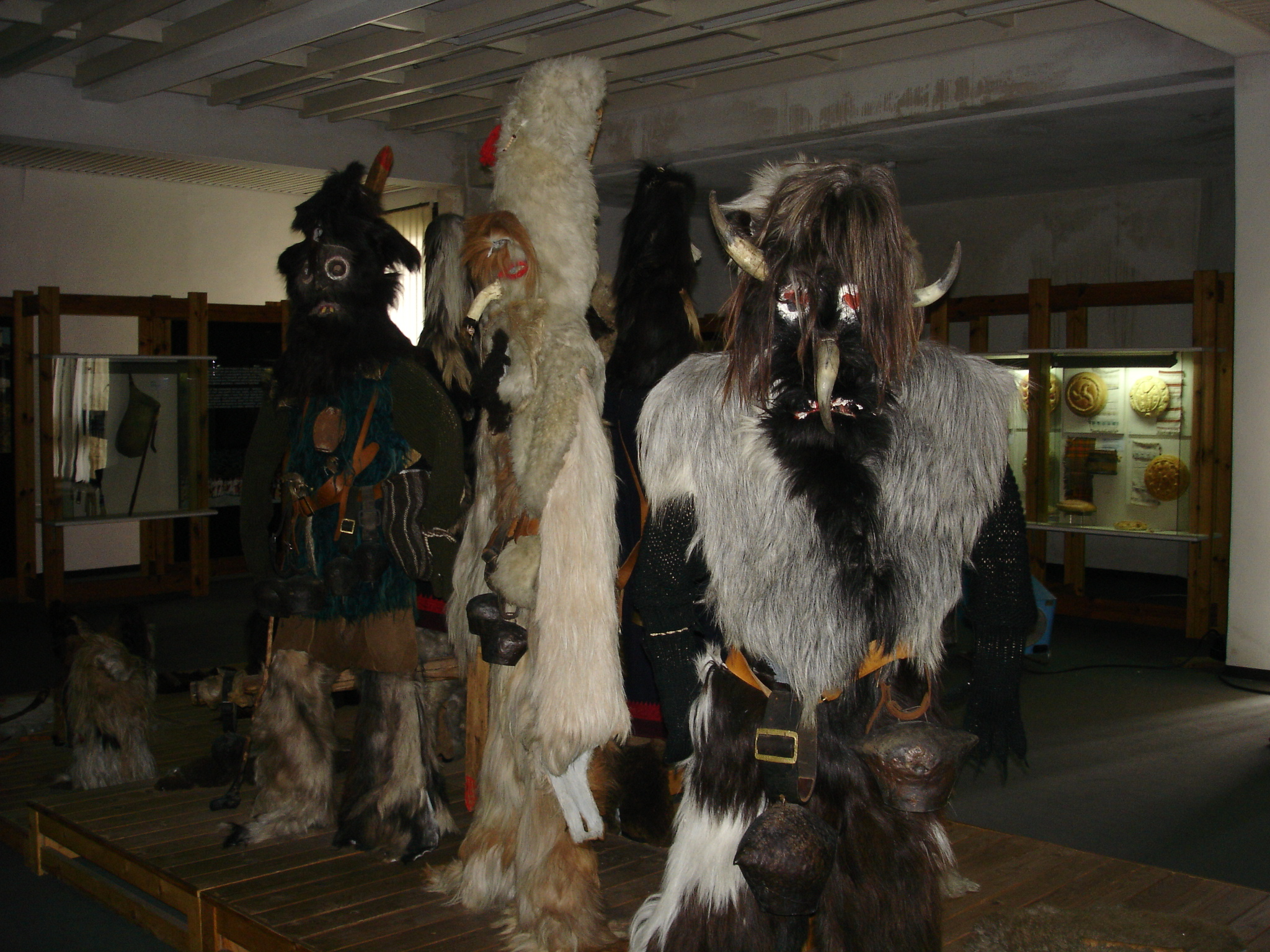
Kukeri de Smolyan

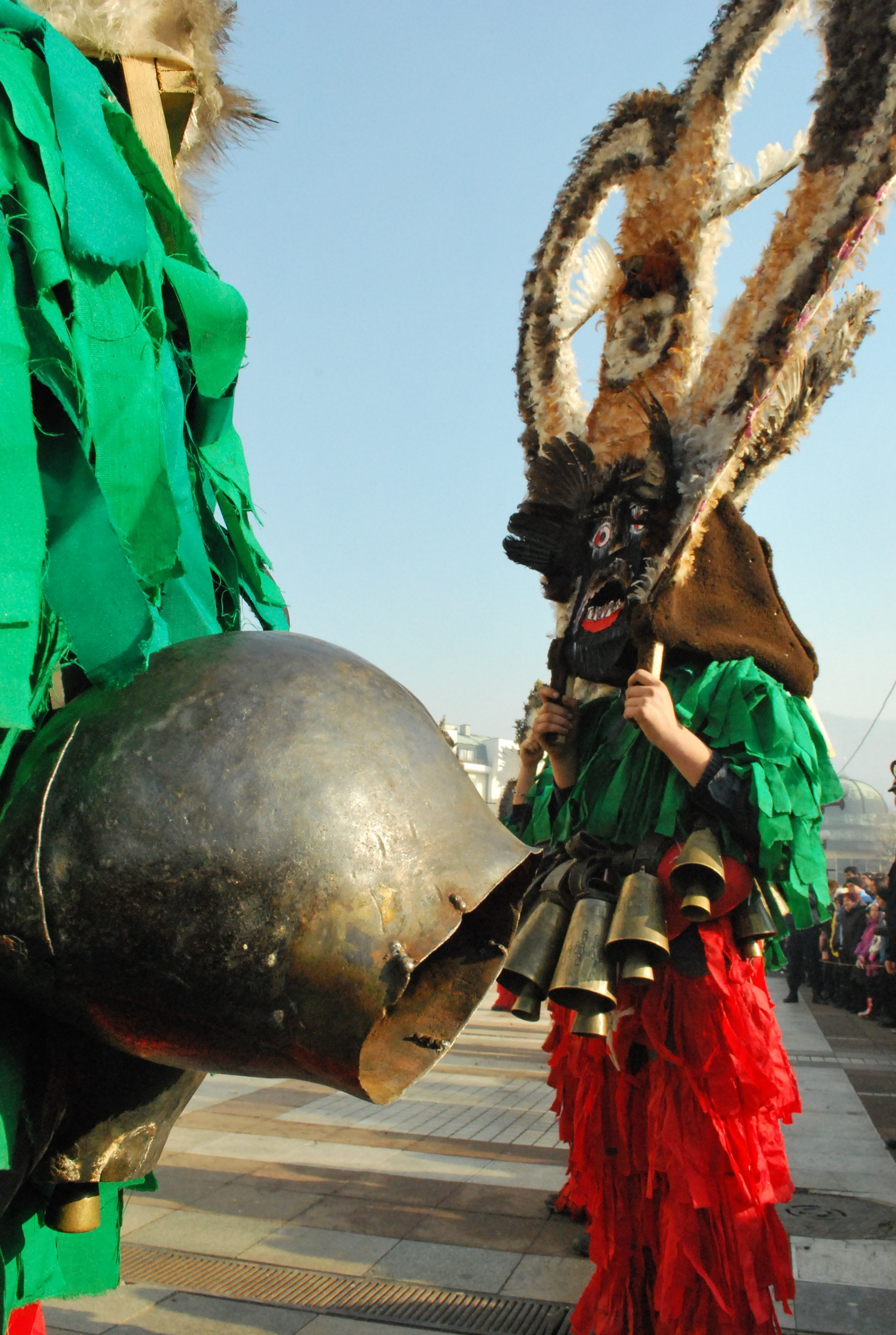
Kukeri de Blagóevgrad

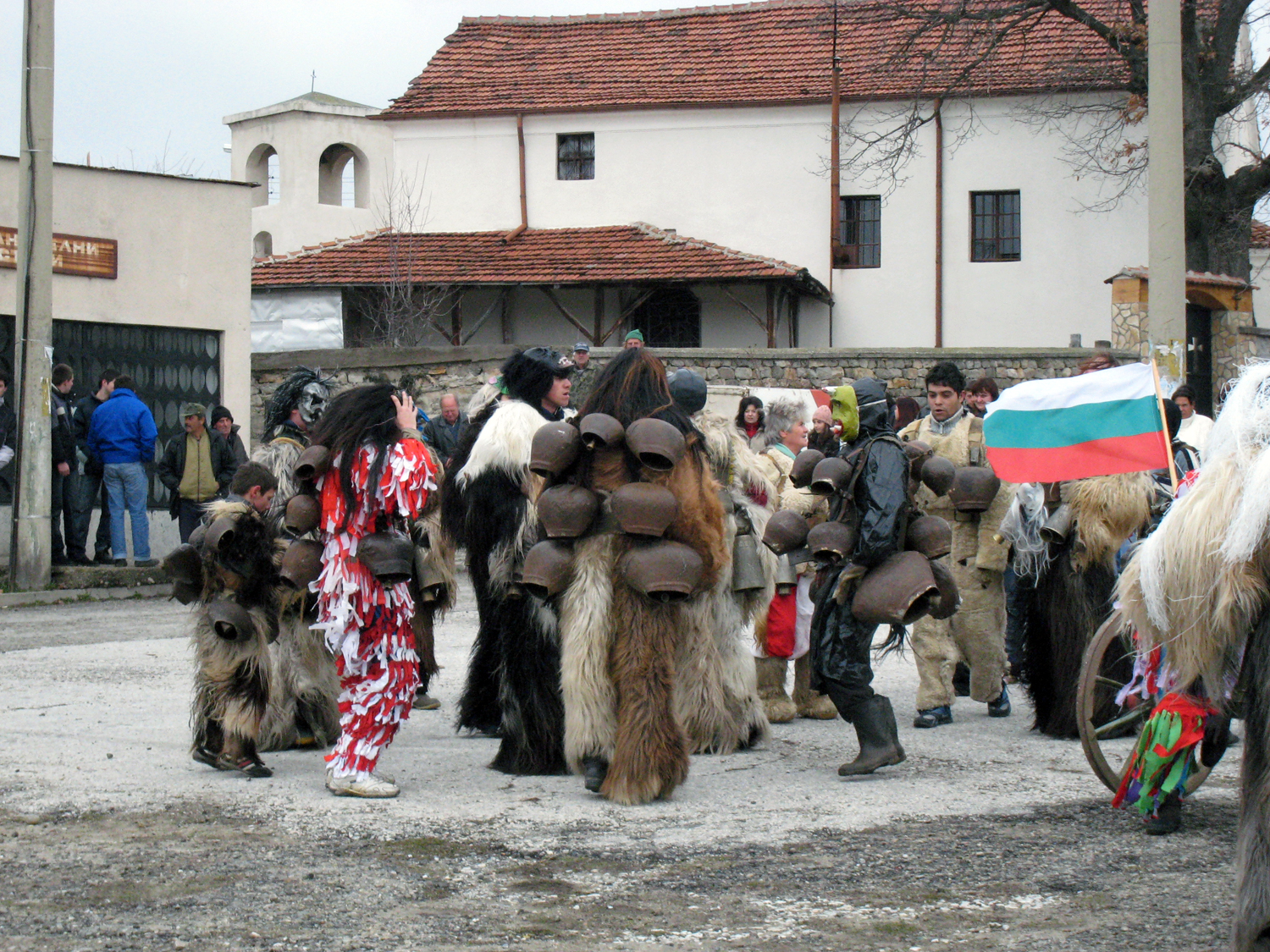
Kukeri de Gorna Vasilitsa

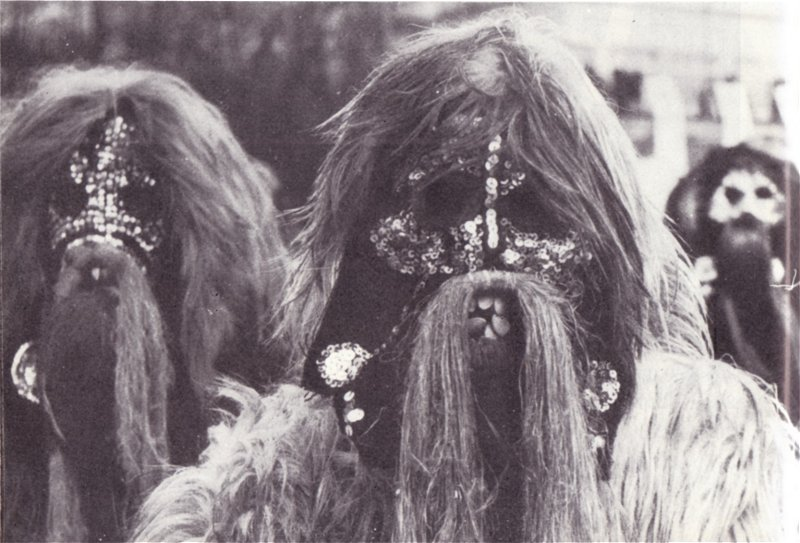
Máscaras de kukeri en el pueblo de Zidarovo, Burgas

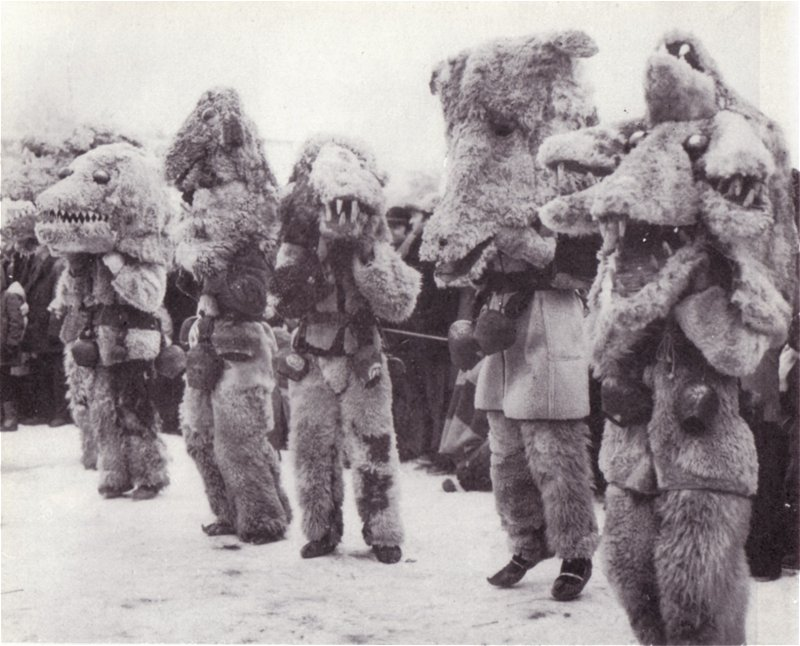
Máscaras de kukeri en Pernik, suroeste de Bulgaria

Los kukeri (en búlgaro: кукери; en singular: kuker, кукер) son hombres búlgaros y, en ocasiones mujeres, elaboradamente disfrazados que realizan rituales tradicionales para ahuyentar a los espíritus malignos. Las tradiciones estrechamente relacionadas se encuentran en los Balcanes, Grecia, Rumania y el Ponto (Turquía). Los trajes cubren la mayor parte del cuerpo e incluyen máscaras de madera decoradas de animales (a veces de doble cara) y grandes campanas unidas a la correa. Alrededor del Año Nuevo y antes de la Cuaresma, los kukeri caminan y bailan por las aldeas para ahuyentar a los espíritus malignos con sus trajes y el sonido de sus campanas. También se cree que brindan una buena cosecha, salud y felicidad al pueblo durante el año.
Los kukeri tradicionalmente visitan las casas de los pueblos por la noche para que «el sol no los atrape en el camino». Después de desfilar por el pueblo, por lo general se reúnen en la plaza del mismo para bailar salvajemente y divertir a la gente. Los rituales varían según la región, pero su esencia sigue siendo la misma.

## Distribución
En general, se cree que la costumbre está relacionada con el culto a Dionisos, en la zona más amplia de Tracia. Rituales similares también se pueden encontrar en gran parte de los Balcanes. El nombre kuker deriva del latín cuculla, que significa «capucha», o cucurum («carcaj», es decir, en el sentido de un contenedor; una abreviatura de koukouros geros).
La versión correspondiente en la Tracia grecoparlante se conoce como Kalogeros, también acortada como cuci, en la antigua Yugoslavia conocida como didi, didici, en Bulgaria como kuker o babushar, y como momogeros en la Anatolia póntica. En Rumania, esta figura aparece principalmente junto con una cabra, conocida como capra, turca o brezaia.

## Kuker

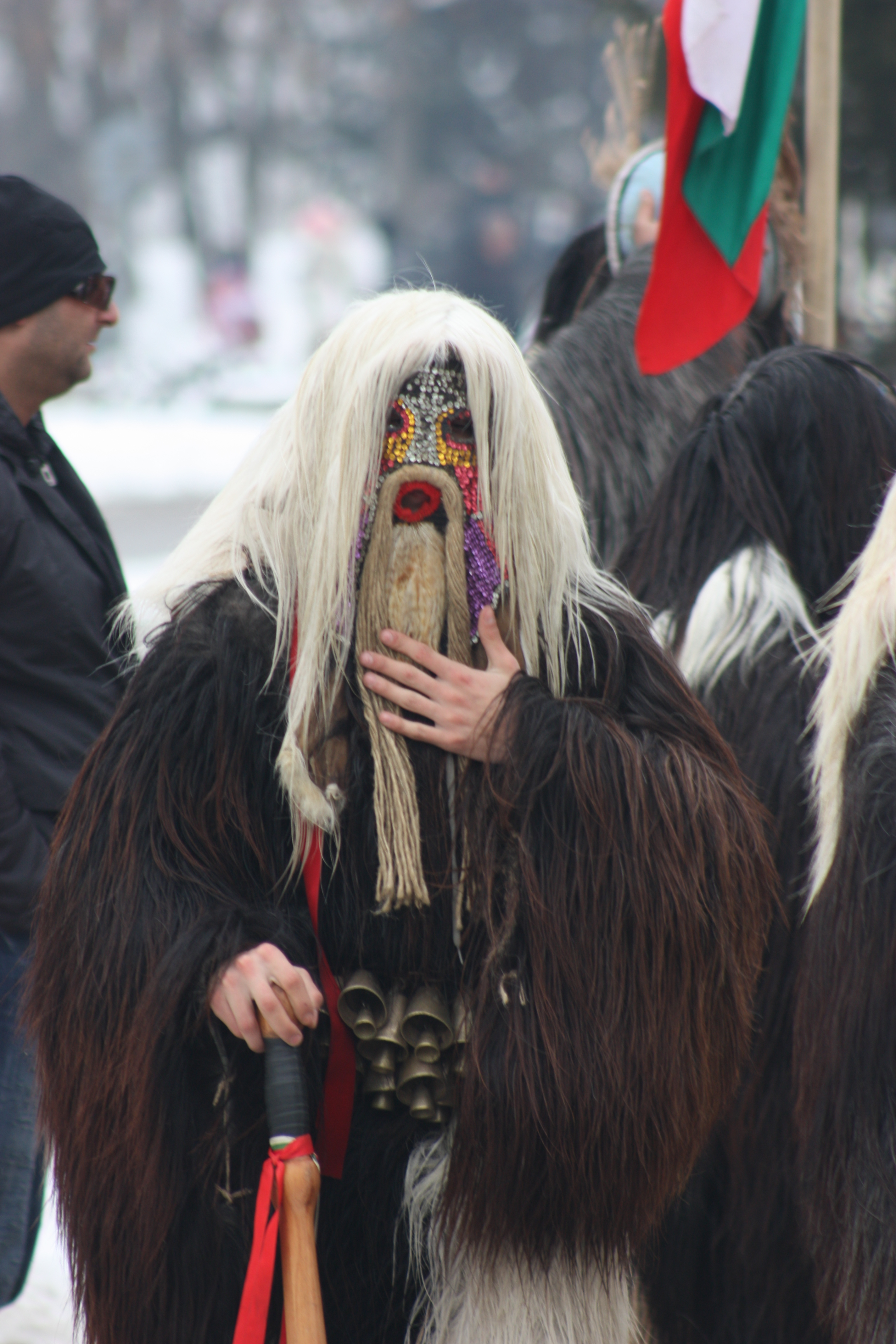
Un bailarín kuker de Burgas se prepara para su actuación en el XIX Festival de Kukers en Pernik, Bulgaria.

El kuker es una divinidad que personifica la fecundidad, a veces en Bulgaria y Serbia es una divinidad plural. En Bulgaria, se lleva a cabo un ritual de la primavera (una especie de carnaval), que tiene lugar después de un escenario de teatro popular, en el que el papel del kuker es interpretado por un hombre vestido con piel de oveja o cabra, una máscara con cuernos y ceñido con un gran falo de madera. Durante el ritual, se interpretan varios actos fisiológicos, incluido el acto sexual, como un símbolo del matrimonio sagrado del dios, mientras que la esposa simbólica, que parece estar embarazada, imita los dolores de parto. Este ritual inaugura las labores de los campos (arado y siembra) y se lleva a cabo con la participación de numerosos personajes alegóricos, entre los que se encuentra el emperador y su séquito.

## Capra
Capra viene del latín capra, que significa cabra. Un halo como pieza de cabeza se usa como una corona para simbolizar el reino divino espiritual. Mientras que el pelaje animal, las plumas de las aves y la especie fueron usados para simbolizar la naturaleza. El hecho de que la naturaleza tiene el bien y el mal, y que los humanos son el intermediario entre el espíritu y la naturaleza, era un momento para rendir homenaje a los dioses Spieth. Algunas culturas se embebieron en la carne humana para saciar a los dioses la sed de sangre, como un acto de solidaridad para los mismos.

## Kukeri en los medios de comunicación
Kukeri o Kuker Warriors son algunos de los personajes principales de la serie animada de fantasía épica «The Golden Apple», que actualmente está siendo desarrollada por Studio Zmei. En ella, los hermanos humanos Bran y Vlad han sido entrenados como guerreros de Kuker para luchar contra los espíritus malignos, pero tienen que cuestionar lo que se les ha enseñado cuando se ven obligados a unirse con Vihra, mitad espíritu y mitad humana, y Tina, una ninfa acuática, para proteger su mundo.
Kukeri aparece en el video musical de la canción «Fish on», de la banda de metal industrial Lindemann, y en la película Toni Erdmann, dirigida por Maren Ade.